# Ghaith Kadri
Pour les articles homonymes, voir Kadri.
Ghaith Kadri, né le 15 mai 1999, est un rameur d'aviron tunisien.

## Carrière
Aux championnats d'Afrique 2019 à Tunis, il est médaillé d'or en deux de couple poids légers avec Mohamed Khalil Mansouri, dans la catégorie senior et dans la catégorie des moins de 23 ans.
Il est également médaillé d'argent en deux de couple avec Dhiaeddine Zoghlami aux Jeux méditerranéens de plage de 2019 à Patras.
Aux championnats d'Afrique 2022 à El-Alamein, il est médaillé de bronze en skiff poids légers ainsi qu'en deux de couple avec Hani Sbeitia.
Aux championnats d'Afrique 2023 à Tunis, il est médaillé d'argent en deux de couple poids légers avec Mohamed Khalil Mansouri et médaillé de bronze en skiff poids légers.
Il remporte aux championnats d'Afrique 2024 à El-Alamein la médaille d'or en deux de couple poids légers avec Mohamed Krimi et deux médailles d'argent, en skiff poids légers et en quatre de couple.